# NGC 6843
NGC 6843 este o galaxie situată în constelația Vulturul. A fost descoperită în 29 iulie 1829 de către John Herschel.